# Phyllomedusa burmeisteri
Espèce
Statut de conservation UICN

 LC  : Préoccupation mineure
Phyllomedusa burmeisteri est une espèce d'amphibiens de la famille des Phyllomedusidae.

## Répartition

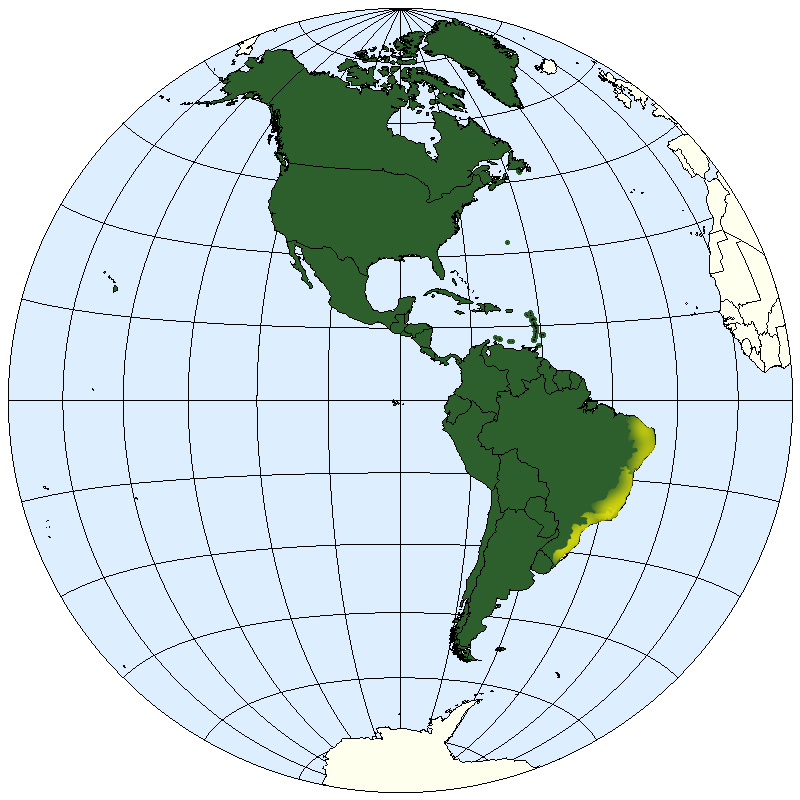
Distribution

Cette espèce est endémique du Brésil. Elle se rencontre dans les États  de Sergipe, de Bahia, d'Espírito Santo, du Minas Gerais, de Rio de Janeiro et de São Paulo du niveau de la mer jusqu'à 1 000 m d'altitude.

## Étymologie

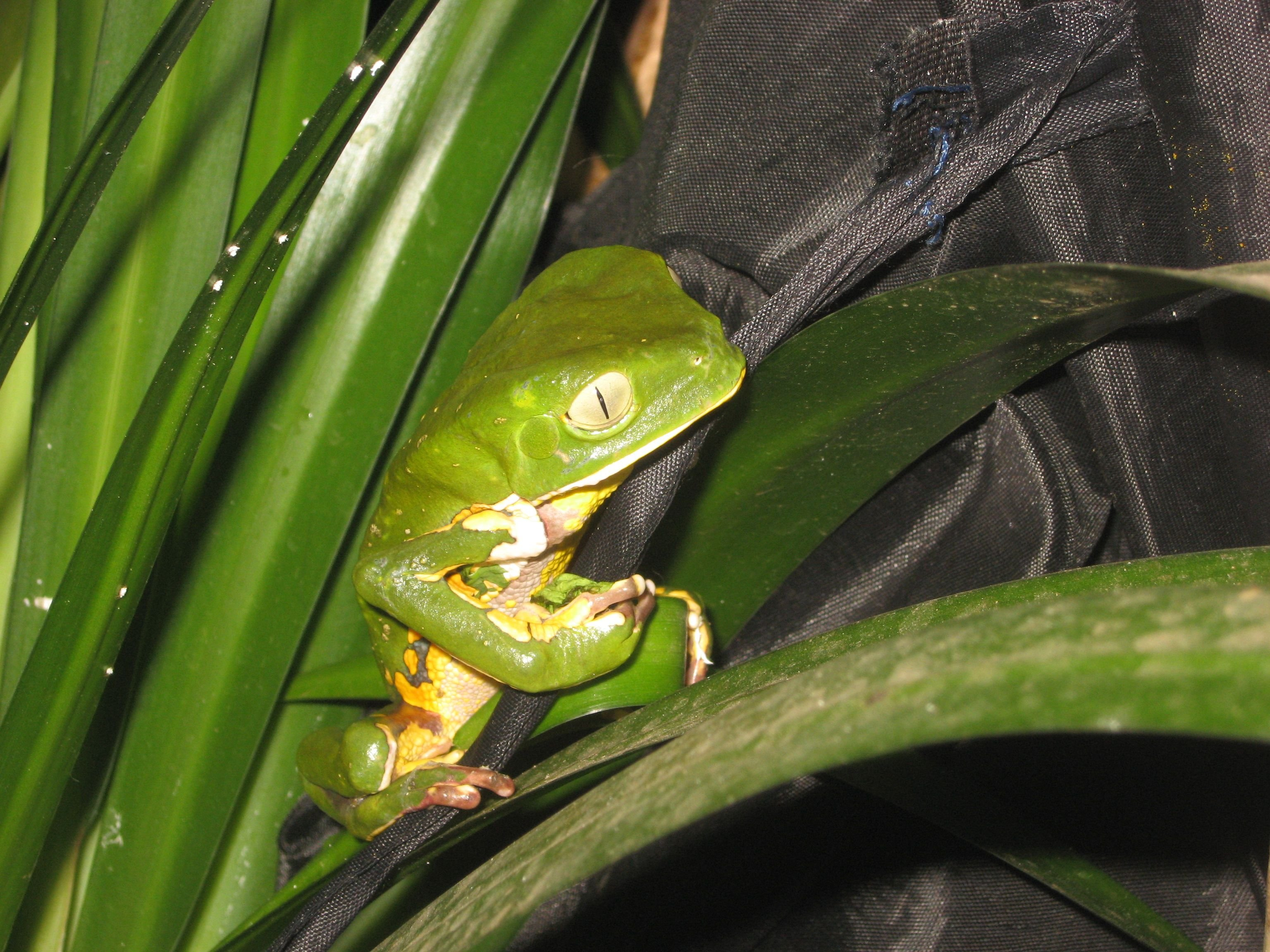
Phyllomedusa burmeisteri

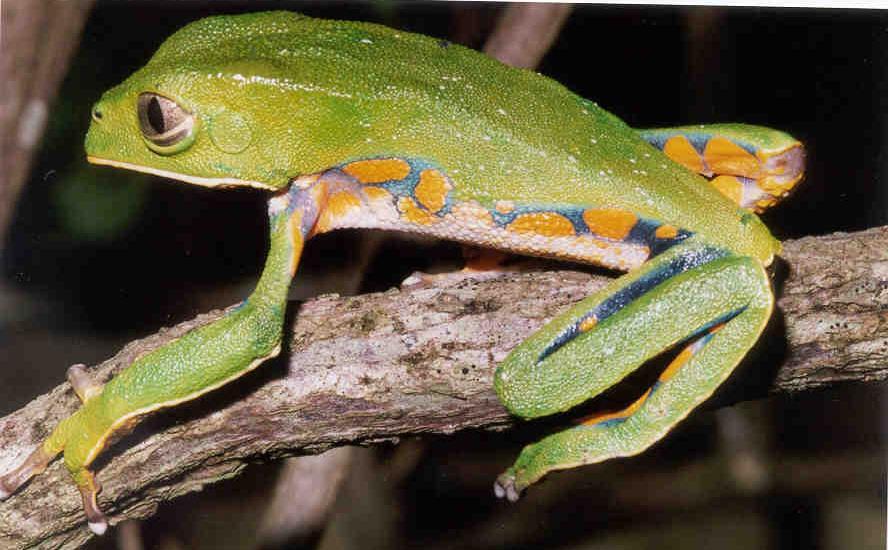
Phyllomedusa burmeisteri

Cette espèce est nommée en l'honneur de Hermann Burmeister.

## Publication originale
- Boulenger, 1882 : Catalogue of the Batrachia Salientia s. Ecaudata in the collection of the British Museum, ed. 2, p. 1-503 (texte intégral).